# Abel Jarpa Vallejos
Abel Segundo Jarpa Vallejos (Concepción, 21 de septiembre de 1913-Chillán, 10 de marzo de 1981) fue un médico y político chileno.
Hijo de Abel Jarpa Gacitúa y Concepción Vallejos Ramos. Era hermano del parlamentario Miguel Jarpa Vallejos. Se casó con Matilde Wevar Cañas en una ceremonia realizada en la ciudad de Osorno el 24 de febrero de 1944. La pareja tuvo cuatro hijos, entre ellos el diputado Carlos Abel Jarpa.
Realizó sus estudios en el Liceo de Hombres de su ciudad natal. Tras finalizar su etapa escolar ingresó a la Escuela de Medicina de la Universidad de Concepción y posteriormente a la Universidad de Chile donde se tituló de médico cirujano en 1942. A partir de 1945 ejerció en Chillán donde trabajó en el Hospital del Servicio Nacional de Salud hasta 1968. También fue médico oftalmólogo en Osorno; en la Caja de Accidentes del Trabajo; médico de libre elección de otras cajas de previsión; y médico oftalmólogo del Seguro Obrero y Beneficencia.
En 1935 ingresó al Partido Radical donde ocupó diversos cargos. En 1949 fue elegido regidor por Chillán hasta 1960, fecha en que alcanzó el cargo de alcalde, hasta 1968. Al año siguiente fue elegido como diputado por la Decimosexta Agrupación Departamental "Chillán, Bulnes y Yungay", período 1969 a 1973. Integró la Comisión Permanente de Relaciones Exteriores; la de Economía, Fomento y Reconstrucción; y la Especial Investigadora de Posibles Irregularidades Cometidas por la Ford Company y otras empresas, en la internación de mercaderías en 1970. 
En el ámbito deportivo, entre 1964 y 1965, presidió el Club de Deportes Ñublense.
Miembro del Colegio Médico de Chile y de la Sociedad Médica de Oftalmología de Chile.

## Historia electoral

### Elecciones parlamentarias de 1973
- Diputado por la Decimosexta Agrupación Departamental

| Candidato                                 | Partido                    | Votos  | %       | Resultado |
| ----------------------------------------- | -------------------------- | ------ | ------- | --------- |
| A. Confederación de la Democracia         |                            |        |         |           |
| Osvaldo Basso Carvajal                    | PIR                        | 3097   | 3,73 %  |           |
| Hugo Álamos Vásquez                       | PN                         | 15 214 | 18,32 % | Diputado  |
| Juan Héctor Canahuate Marzuca             | PN                         | 3990   | 4,81 %  |           |
| Luis Martin Mardones                      | PDC                        | 16 957 | 20,42 % | Diputado  |
| Lautaro Vergara Osorio                    | PDC                        | 8420   | 10,14 % | Diputado  |
| Votos de Lista                            | CODE                       | 424    | 0,51 %  |           |
| B. Unidad Popular                         |                            |        |         |           |
| Iván Arancibia Silva                      | MAPU                       | 1389   | 1,67 %  |           |
| Rogelio de la Fuente Gaete                | PS                         | 18 514 | 22,30 % | Diputado  |
| Abel Jarpa Vallejos                       | PR                         | 2738   | 3,30 %  |           |
| Alberto Jaramillo Bórquez                 | IC                         | 472    | 0,57 %  |           |
| Eduardo Contreras Mella                   | PCCh                       | 11 442 | 13,78 % | Diputado  |
| Votos de Lista                            | UP                         | 362    | 0,44 %  |           |
| Votos válidamente emitidos                | Votos válidamente emitidos | 83 019 | 98,92 % |           |
| Votos nulos                               | Votos nulos                | 658    | 0,78 %  |           |
| Votos en blanco                           | Votos en blanco            | 244    | 0,29 %  |           |
| Total de votos emitidos                   | Total de votos emitidos    | 83 921 | 100 %   |           |
| Fuente: Dirección del Registro Electoral. |                            |        |         |           |